# Elżbieta Sadkowski
Elżbieta Anna Sadkowski (ur. w Krakowie) – architekt, artysta plastyk, scenograf. Córka krakowskiego profesora Jana Samka.

## Wykształcenie
Wydział architektury Politechniki Krakowskiej (1985) oraz studia w zakresie scenografii teatralno-telewizyjno-filmowej w Akademii Sztuk Pięknych w Krakowie (1989).

## Spełniane funkcje
Dyrektor ds. koordynacji i zarządzania w Firmie Projektowej „Archeton” w Krakowie 2001–2004; wiceprezes drukarni i wydawnictwa „ARDEA” w Krakowie 2003–2008; Dyrektor Regionalnego Pensjonatu „Willa Orla” w Zakopanem 2000–2009. Członek SIA – Szwajcarskiego Stowarzyszenia Inżynierów i Architektów w Zurychu.

## Ważniejsze samodzielne realizacje
Projekt i nadzór autorski scenografii:
- A. Strindberg Do Damaszku, PWST w Krakowie;
- A. Strindberg Taniec śmierci, Teatr Stary w Krakowie;
- B. Hrabal Przerwy w zabudowie, Teatr Studyjny w Łodzi;
- R. Thomas Osiem Kobiet, Teatr Bogusławskiego w Kaliszu;
- W. Russel Shirley Valentine, Teatr Powszechny w Łodzi;
- A. Rimbaud Sezon w piekle, Teatr Dramatyczny w Warszawie;
- film telewizyjny Rondo Variacionis;
- A. Mickiewicz Dziady, Teatr Solskiego w Tarnowie;
- F. Kafka Przemiana, Teatr Nowy w Poznaniu;
- Pinocchios neue Abenteur in der Marchenwelt, Teatr Narodowy w Weimarze.

Współpracownik wydawnictw oraz czasopism w zakresie grafiki ilustracyjnej. Autorka prac redakcyjnych, m.in. cyklicznej (rocznik) pozycji wydawniczej dla dzieci Cztery Pory Roku – Kalendarz Ucznia, reportaży (tekst i fotografie) z wypraw tematycznych w kwartalniku „Dom na miarę” i na tematycznych portalach internetowych.

## Praca pedagogiczna
W zakresie pracy pedagogicznej (od 1996), m.in. autorka i realizatorka programów „Terapii przez sztukę” dla dzieci i młodzieży z rodzin dysfunkcyjnych; instruktor warsztatów teatralnych w Klubie Profilaktyczno-Wychowawczym „Kazimierz” skupiającego dzieci i ich opiekunów z rodzin dysfunkcyjnych; współpracownik Kinderhaus w Weimarze; instruktor-terapeuta wizualizacji plastycznej w Młodzieżowym Ośrodku Socjoterapii w Krakowie; realizatorka spektakli z udziałem wychowanków Domu Dziecka we współpracy z Teatrem Ludowym w Krakowie; organizatorka (koncepcja, promocja i produkcja) ogólnopolskich imprez, konkursów i wystaw plastycznych twórczości dzieci i młodzieży. Dyrektor i współwłaścicielka Regionalnego Pensjonatu „Willa Orla” w Zakopanem (do 2010) organizatorka cyklicznych „Posiadów pod Giewontem” ukazujących tradycję i historię Podhala; autorka koncepcji i realizatorka kalendarzy o Tatrach; współpracownik imprezy „Święto Ulicy Kościeliskiej” w Zakopanem. Od 2006 prowadzi autorską Galerię Sztuki „Orla-Aigle”, organizuje prezentacje artystów profesjonalnych i twórców ludowych, realizuje cykliczne wydarzenia kulturalne, programy edukacyjne i wydawnicze w ramach idei wychowania poprzez sztukę. Autorka wierszy, form prozatorskich, reportaży; publikowała między innymi, w almanachach poetyckich oficyny wydawniczej „TAD-AD”, w „Proza, proza, proza...” Związku Literatów Polskich, w roczniku „Małopolska”, w czasopismach branżowych, i na portalach pisarskich. Członek Polskiego Związku Artystów Plastyków Oddział Kraków, Związku Podhalan Oddział Zakopane. Odznaczenia: medal „Primus inter pares”. Członek SIA – Szwajcarskiego Stowarzyszenia Inżynierów i Architektów w Zurychu.